# Cain Attard
Cain Attard (La Valletta, 10 settembre 1994) è un calciatore maltese, difensore dello Sliema Wanderers e della nazionale maltese.

## Caratteristiche tecniche
È un terzino destro.

## Carriera

### Club
Inizia a giocare a calcio nelle giovanili del Pietà Hotspurs, che nel 2011 lo aggrega alla prima squadra. Il 6 agosto 2015 viene ingaggiato dal Birkirkara, firmando un contratto valido per cinque stagioni. Il 30 giugno 2016 esordisce nelle competizioni europee in Široki Brijeg-Birkirkara (1-1), incontro preliminare valido per l'accesso alla fase a gironi di UEFA Europa League, segnando la rete del provvisorio vantaggio maltese. Il 6 luglio 2023 firma un contratto annuale con il Belenenses, formazione impegnata nella seconda divisione portoghese..
Nel 2024 lascia la squadra portoghese dopo 13 presenze totali e 1 gol fatto, e torna in patria, firmando un accordo annuale con lo Template:Sliema Wanderers.

### Nazionale
Ha esordito in nazionale il 27 maggio 2016 nell'amichevole persa per 6-0 contro la Repubblica Ceca.

## Statistiche

### Presenze e reti nei club
Statistiche aggiornate al 2 giugno 2024.
| Stagione          | Squadra           | Campionato        | Campionato | Campionato | Coppe nazionali | Coppe nazionali | Coppe nazionali | Coppe continentali | Coppe continentali | Coppe continentali | Altre coppe | Altre coppe | Altre coppe | Totale | Totale |
| Stagione          | Squadra           | Comp              | Pres       | Reti       | Comp            | Pres            | Reti            | Comp               | Pres               | Reti               | Comp        | Pres        | Reti        | Pres   | Reti   |
| ----------------- | ----------------- | ----------------- | ---------- | ---------- | --------------- | --------------- | --------------- | ------------------ | ------------------ | ------------------ | ----------- | ----------- | ----------- | ------ | ------ |
| 2015-2016         | Birkirkara        | PL                | 22         | 0          | CM              | 3               | 0               | UEL                | -                  | -                  | SM          | 0           | 0           | 25     | 0      |
| 2016-2017         | Birkirkara        | PL                | 30         | 2          | CM              | 1               | 0               | UEL                | 6                  | 1                  | -           | -           | -           | 37     | 3      |
| 2017-2018         | Birkirkara        | PL                | 21         | 1          | CM              | 4               | 1               | -                  | -                  | -                  | -           | -           | -           | 25     | 2      |
| 2018-2019         | Birkirkara        | PL                | 24         | 2          | CM              | 4               | 0               | UEL                | 2                  | 0                  | -           | -           | -           | 30     | 2      |
| 2019-2020         | Birkirkara        | PL                | 17         | 0          | CM              | 2               | 0               | -                  | -                  | -                  | -           | -           | -           | 19     | 0      |
| 2020-2021         | Birkirkara        | PL                | 21         | 2          | CM              | 2               | 2               | -                  | -                  | -                  | -           | -           | -           | 23     | 4      |
| 2021-2022         | Birkirkara        | PL                | 19         | 2          | CM              | 1               | 0               | UECL               | 4                  | 0                  | -           | -           | -           | 24     | 2      |
| 2022-2023         | Birkirkara        | PL                | 25         | 1          | CM              | 5               | 1               | -                  | -                  | -                  | -           | -           | -           | 30     | 2      |
| Totale Birkirkara | Totale Birkirkara | Totale Birkirkara | 179        | 10         |                 | 22              | 4               |                    | 12                 | 1                  |             | 0           | 0           | 213    | 15     |
| 2023-2024         | Belenenses        | SL                | 10         | 0          | CP+CdL          | 1+2             | 0+1             | -                  | -                  | -                  | -           | -           | -           | 12     | 1      |
| Totale carriera   | Totale carriera   | Totale carriera   | 189        | 10         |                 | 25              | 5               |                    | 12                 | 1                  |             | 0           | 0           | 226    | 16     |

### Cronologia presenze e reti in nazionale
| Cronologia completa delle presenze e delle reti in nazionale ― Malta | Cronologia completa delle presenze e delle reti in nazionale ― Malta | Cronologia completa delle presenze e delle reti in nazionale ― Malta | Cronologia completa delle presenze e delle reti in nazionale ― Malta | Cronologia completa delle presenze e delle reti in nazionale ― Malta | Cronologia completa delle presenze e delle reti in nazionale ― Malta | Cronologia completa delle presenze e delle reti in nazionale ― Malta | Cronologia completa delle presenze e delle reti in nazionale ― Malta |
| Data                                                                 | Città                                                                | In casa                                                              | Risultato                                                            | Ospiti                                                               | Competizione                                                         | Reti                                                                 | Note                                                                 |
| -------------------------------------------------------------------- | -------------------------------------------------------------------- | -------------------------------------------------------------------- | -------------------------------------------------------------------- | -------------------------------------------------------------------- | -------------------------------------------------------------------- | -------------------------------------------------------------------- | -------------------------------------------------------------------- |
| 27-5-2016                                                            | Kufstein                                                             | Rep. Ceca                                                            | 6 – 0                                                                | Malta                                                                | Amichevole                                                           | -                                                                    | 46’                                                                  |
| 26-3-2017                                                            | Ta' Qali                                                             | Malta                                                                | 1 – 3                                                                | Slovacchia                                                           | Qual. Mondiali 2018                                                  | -                                                                    |                                                                      |
| 5-10-2017                                                            | Ta' Qali                                                             | Malta                                                                | 1 – 1                                                                | Lituania                                                             | Qual. Mondiali 2018                                                  | -                                                                    | 90+2’                                                                |
| 22-3-2018                                                            | Ta' Qali                                                             | Malta                                                                | 0 – 1                                                                | Lussemburgo                                                          | Amichevole                                                           | -                                                                    |                                                                      |
| 26-3-2018                                                            | Belek                                                                | Finlandia                                                            | 5 – 0                                                                | Malta                                                                | Amichevole                                                           | -                                                                    |                                                                      |
| 7-10-2020                                                            | Ta' Qali                                                             | Malta                                                                | 2 – 0                                                                | Gibilterra                                                           | Amichevole                                                           | -                                                                    | 87’                                                                  |
| 4-6-2021                                                             | Klagenfurt am Wörthersee                                             | Malta                                                                | 1 – 2                                                                | Kosovo                                                               | Amichevole                                                           | -                                                                    | 67’                                                                  |
| 1-9-2021                                                             | Ta' Qali                                                             | Malta                                                                | 3 – 0                                                                | Cipro                                                                | Qual. Mondiali 2022                                                  | 2                                                                    |                                                                      |
| 4-9-2021                                                             | Lubiana                                                              | Slovenia                                                             | 1 – 0                                                                | Malta                                                                | Qual. Mondiali 2022                                                  | -                                                                    |                                                                      |
| 7-9-2021                                                             | Mosca                                                                | Russia                                                               | 2 – 0                                                                | Malta                                                                | Qual. Mondiali 2022                                                  | -                                                                    | 75’                                                                  |
| 8-10-2021                                                            | Ta' Qali                                                             | Malta                                                                | 0 – 4                                                                | Slovenia                                                             | Qual. Mondiali 2022                                                  | -                                                                    |                                                                      |
| 11-10-2021                                                           | Larnaca                                                              | Cipro                                                                | 2 – 2                                                                | Malta                                                                | Qual. Mondiali 2022                                                  | -                                                                    |                                                                      |
| 11-11-2021                                                           | Ta' Qali                                                             | Malta                                                                | 1 – 7                                                                | Croazia                                                              | Qual. Mondiali 2022                                                  | -                                                                    |                                                                      |
| 14-11-2021                                                           | Ta' Qali                                                             | Malta                                                                | 0 – 6                                                                | Slovacchia                                                           | Qual. Mondiali 2022                                                  | -                                                                    |                                                                      |
| 23-9-2022                                                            | Tallinn                                                              | Estonia                                                              | 2 – 1                                                                | Malta                                                                | UEFA Nations League 2022-2023 - 1º turno                             | -                                                                    | 72’                                                                  |
| 23-3-2023                                                            | Skopje                                                               | Macedonia del Nord                                                   | 2 – 1                                                                | Malta                                                                | Qual. Euro 2024                                                      | -                                                                    | 90+7’                                                                |
| 26-3-2023                                                            | Ta' Qali                                                             | Malta                                                                | 0 – 2                                                                | Italia                                                               | Qual. Euro 2024                                                      | -                                                                    | 64’                                                                  |
| 16-6-2023                                                            | Ta' Qali                                                             | Malta                                                                | 0 – 4                                                                | Inghilterra                                                          | Qual. Euro 2024                                                      | -                                                                    | 87’                                                                  |
| 12-9-2023                                                            | Ta' Qali                                                             | Malta                                                                | 0 – 2                                                                | Macedonia del Nord                                                   | Qual. Euro 2024                                                      | -                                                                    | 46’                                                                  |
| 14-10-2023                                                           | Bari                                                                 | Italia                                                               | 4 – 0                                                                | Malta                                                                | Qual. Euro 2024                                                      | -                                                                    | 66’                                                                  |
| 17-10-2023                                                           | Ta' Qali                                                             | Malta                                                                | 1 – 3                                                                | Ucraina                                                              | Qual. Euro 2024                                                      | -                                                                    | 79’                                                                  |
| 17-11-2023                                                           | Londra                                                               | Inghilterra                                                          | 2 – 0                                                                | Malta                                                                | Qual. Euro 2024                                                      | -                                                                    | 86’                                                                  |
| 26-3-2024                                                            | Ta' Qali                                                             | Malta                                                                | 0 – 0                                                                | Bielorussia                                                          | Amichevole                                                           | -                                                                    | 65’                                                                  |
| Totale                                                               |                                                                      | Presenze                                                             | 23                                                                   |                                                                      | Reti                                                                 | 2                                                                    |                                                                      |

## Palmarès

### Club

#### Competizioni nazionali
- Coppa di Malta: 1

Birkirkara: 2022-2023